# Dolinci
Dolinci, središnja skupina Gradišćanskih Hrvata naseljena sjeverno od Vlaha i južno od Poljanaca u kotaru Gornja Pulja (Oberpullendorf). Njihova sela su Bajngrob (? Weingraben), Dolnja Pulja (Unterpullendorf), Frakanava (Frankenau), Šuševo (Nebersdorf), Filež (Nikitsch), Gerištof (Kroatisch Geresdorf), Mučindrof (Großmutschen), Pernave (Kleinmutschen), Veliki Borištof (Großwarasdorf), Mali Borištof (Kleinwarasdorf), Mjenovo (Kroatisch Minihof), Longitolj (Langental) i Kalištrof (Kaisersdorf). Na području Mađarske žive u selu Unda (Und).

## Vanjske poveznice
- Sanja Vulić:Zemljopisni nazivi u govoru sela Unde u Mađarskoj i u obližnjim govorima Dolinaca u Austriji[neaktivna poveznica]